# Soból i panna (powieść)
Soból i panna. Cykl myśliwski – powieść obyczajowa Józefa Weyssenhoffa (1860–1932), wydana po raz pierwszy w 1911 roku.
Utwór opowiada historię miłości młodego dziedzica i wiejskiej dziewczyny. Fabuła dzieje się na Litwie kowieńskiej, w rzeczywistych miejscach. Obok romansowego wątku i związanej z nim nielinearnej fabuły zawiera opisy życia ziemiańskiego, opiewa uroki łowiectwa i bogactwo przyrody. Porusza również kwestie społeczne i narodowe oraz zawiera rozważania etyczne.
Powieść jest napisana prozą poetycką i zaliczana jest do literatury okresu Młodej Polski. Jest to jedna z trzech kresowych powieści pisarza, obok Unii (1910) i Puszczy (1915).
W 1913 ukazało się ilustrowane wydanie, które zawierało 85 barwnych i czarnych rysunków Henryka Weyssenhoffa, malarza i kuzyna autora powieści.

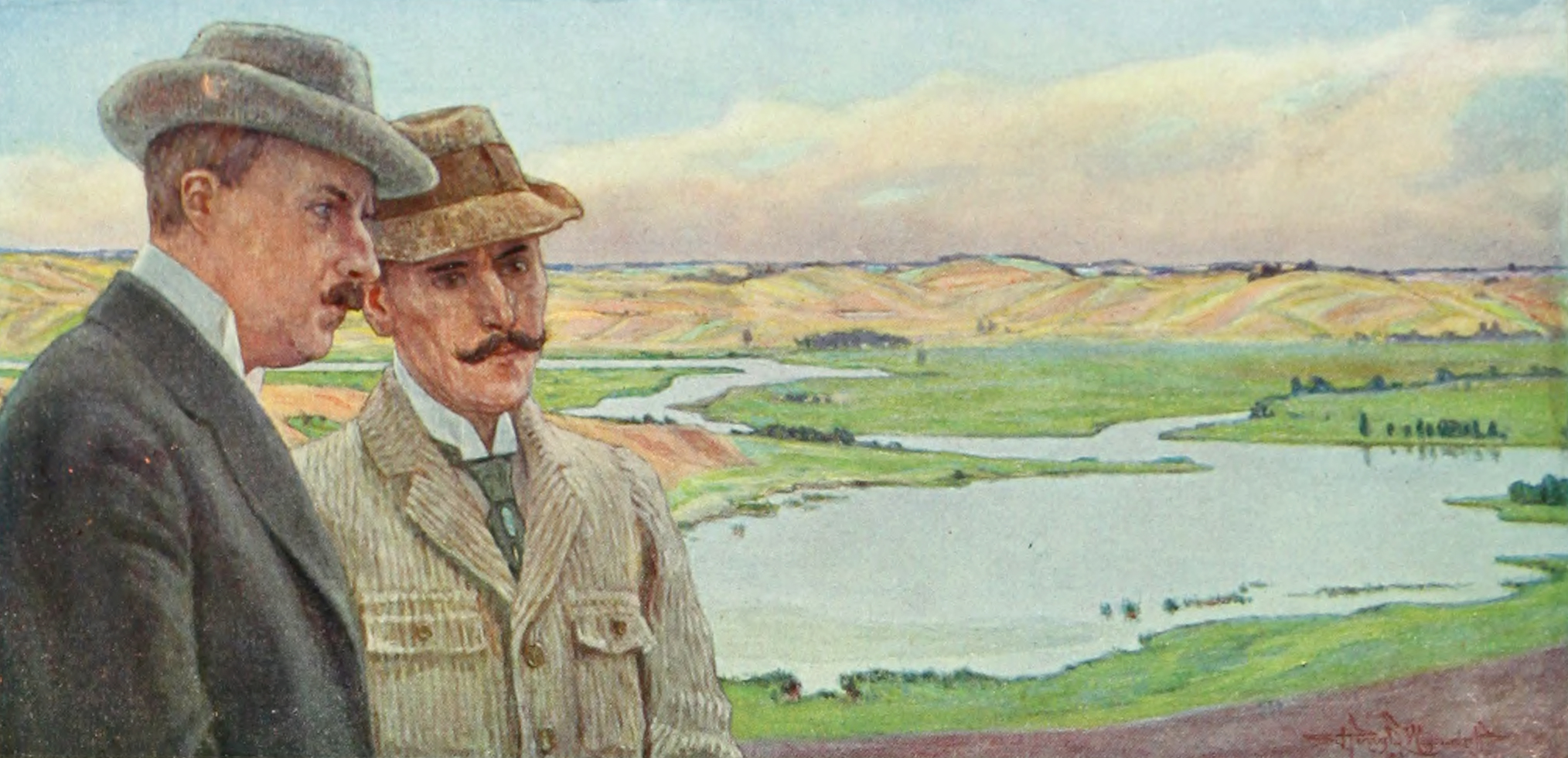
Józef Weyssenhoff (autor) i Henryk Weyssenhoff (ilustrator), ilustracja z wydania z 1913 r.

## Fabuła
Wschodnia Litwa, przełom XIX i XX wieku. Michał Rajecki, zamożny student powracający na wakacje w okolice rodzinnych Jużynt, podczas polowania spotyka Warszulkę Łaukinisównę, piękną litewską dziewczynę z ludu. Podobają się sobie, widują się kilkakrotnie, Michał składa niebaczne obietnice, Warszulka ofiarowuje mu swój medalik. Ta znajomość, choć pełna dziwnego uroku, nie ma przyszłości – młodych dzielą różnice społeczne, narodowe i majątkowe. Michała ciągnie wielki świat, Warszulkę swatają z zakochanym w niej gospodarskim synem.
Wątek romansowy jest tylko przyczynkiem do przedstawienia głównej miłości Michała, jaką jest natura i kontakt z nią podczas licznych, opisanych ze szczegółami, wypraw do lasu, przede wszystkim na polowania.

## Tytuł
Tytuł nawiązuje do fragmentu staropolskiej pieśni myśliwskiej Pojedziemy na łów:
A teraz się dzielmy, dzielmy,
Towarzyszu mój!
Tobie zając i sarna,
A mnie soból i panna,

Towarzyszu mój!

## Źródła powieści
Powieść ma charakter autobiograficzny. Przedstawione są tu też rzeczywiste miejsca na Kowieńszczyźnie: Jużynty (lit. Jūžintai), Gaczany (Gačionys), Potyłta, Trembeliszki, jezioro Jużynty (Jūžintas), jezioro Gaczańskie (Gačionių ežeras), jezioro Rosza (Rašai), rzeka Święta (Šventoji), Dusiaty (Dusetos), Puszcza Dusiacka, Szepeta (Šepeta) i inne.
Bohater powieści, Michał Rajecki, młody dziedzica majątku Jużynty w północno-wschodniej Litwie, jest alter ego autora. Weyssenhoffowie byli rzeczywiście dziedzicami Jużynt, a pisarz spędził tu część swojej młodości.
Postać Stanisława Pucewicza, właściciela sąsiedniego majątku Gaczany i folwarku Potyłta, wzorowana jest na osobie przyjaciela pisarza, Piotra Rosena. Piotr był synem Justyna Rosena, wywodzącego się ze szlachty inflanckiej. Majątek Gaczany pozostał w rękach Piotra do 1940 roku, a w 1999 odzyskał go jego wnuk, również Piotr Rosen.
Miejsca opisane w powieści, wygląd współczesny:

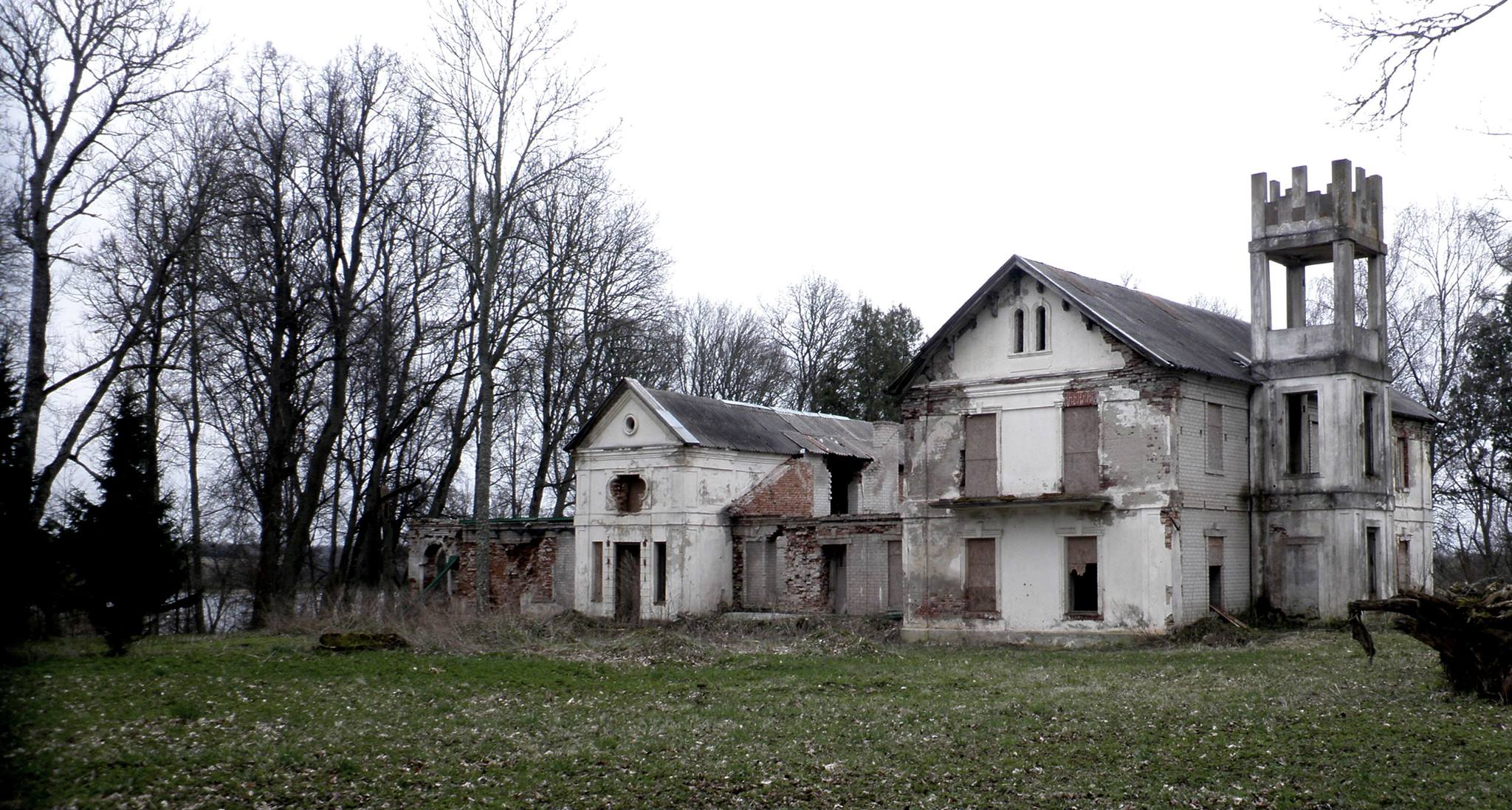
Dwór Weyssenhoffów w Tarnowie koło Jużynt
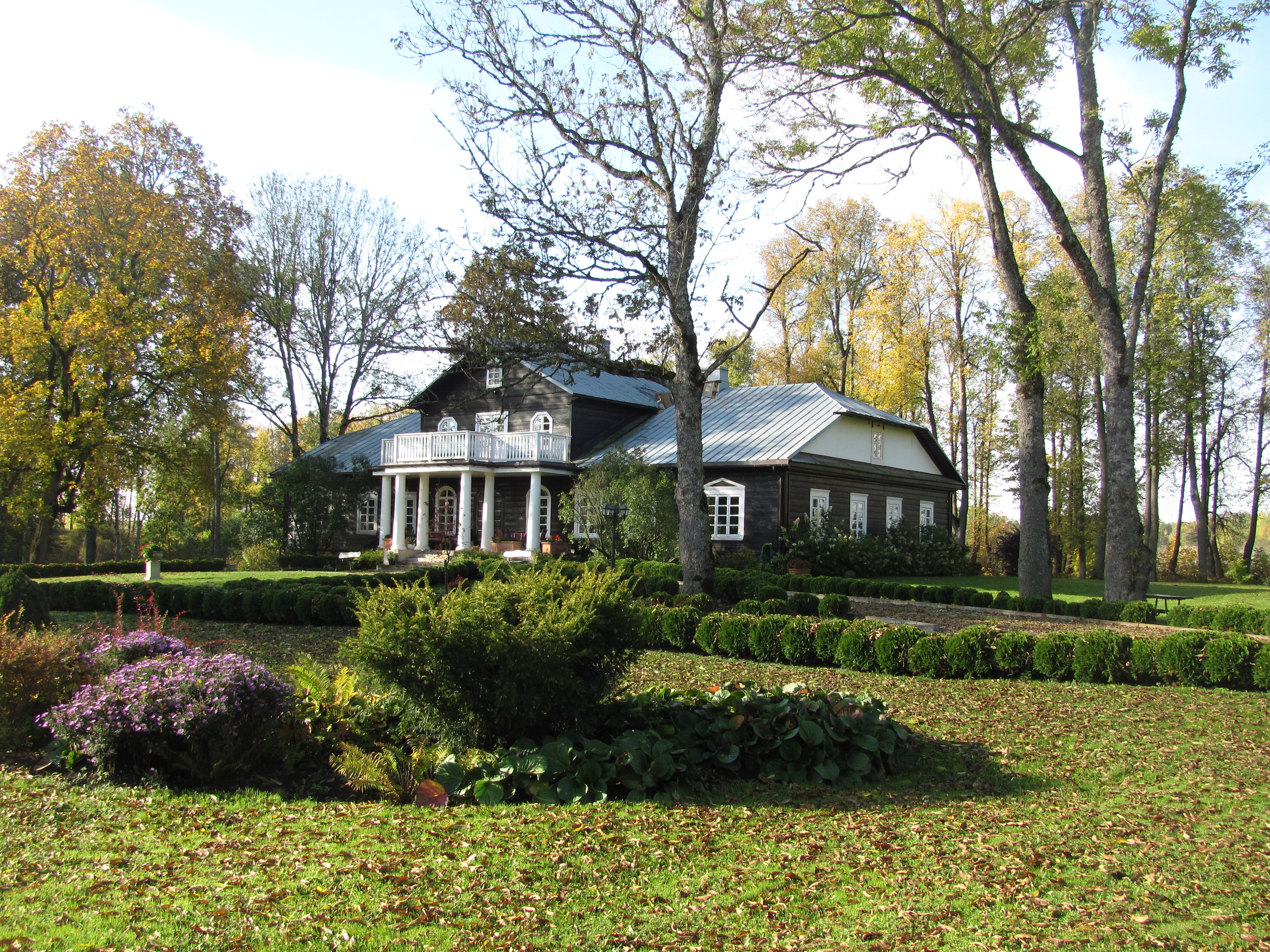
Dwór Rosenów w  Gaczanach
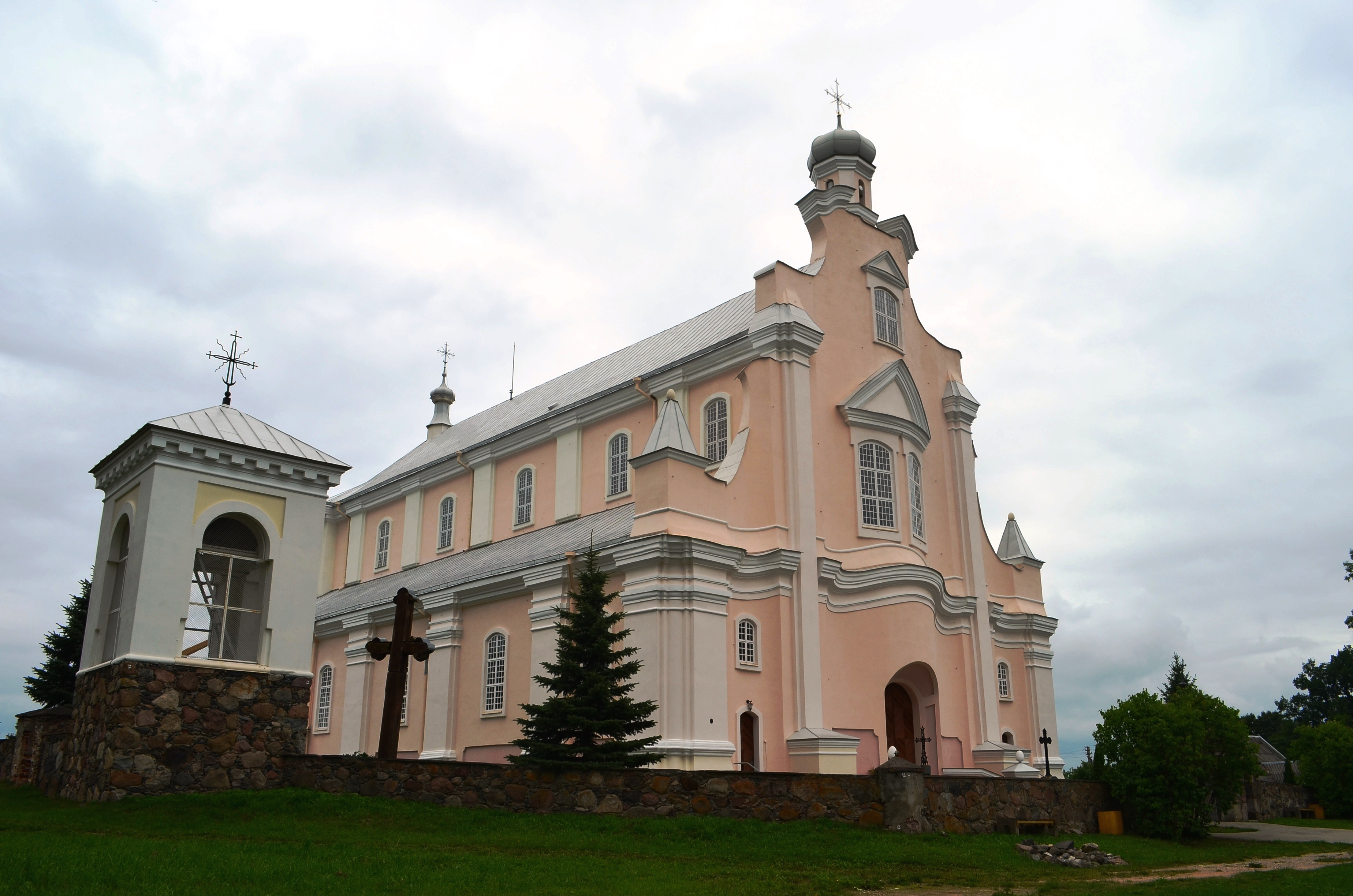
Kościół w Jużyntach
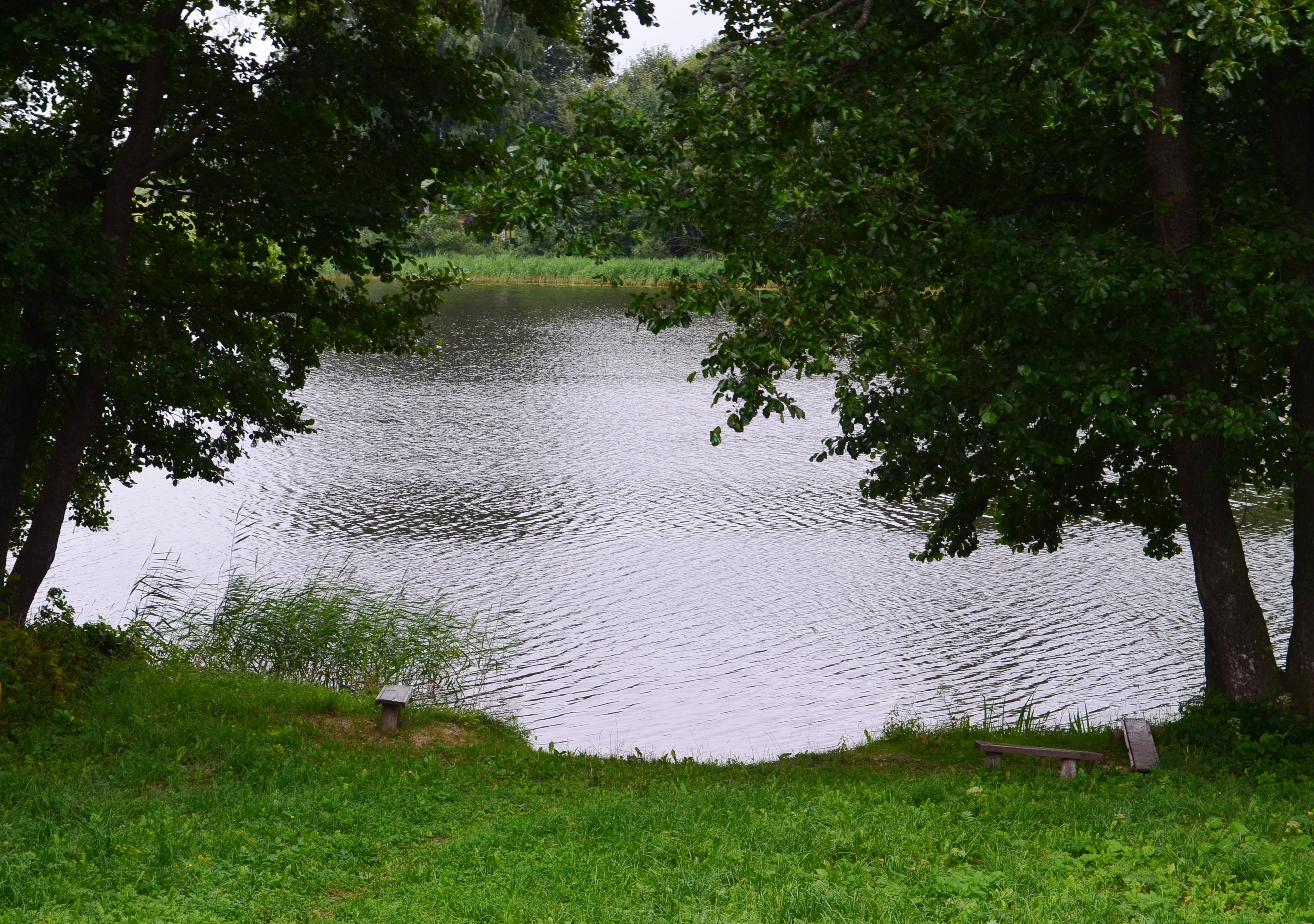
Jezioro w Jużyntach, w którym kąpała się Warszulka

## W kulturze
Do utworu Weyssenhoffa nawiązuje wiersz Jana Lechonia Soból i panna.
W 1983 na podstawie tej powieści powstał film pod takim samym tytułem w reżyserii Huberta Drapelli z Jackiem Borkowskim w roli Michała i Jolantą Nowak w roli Warszulki.

## Galeria

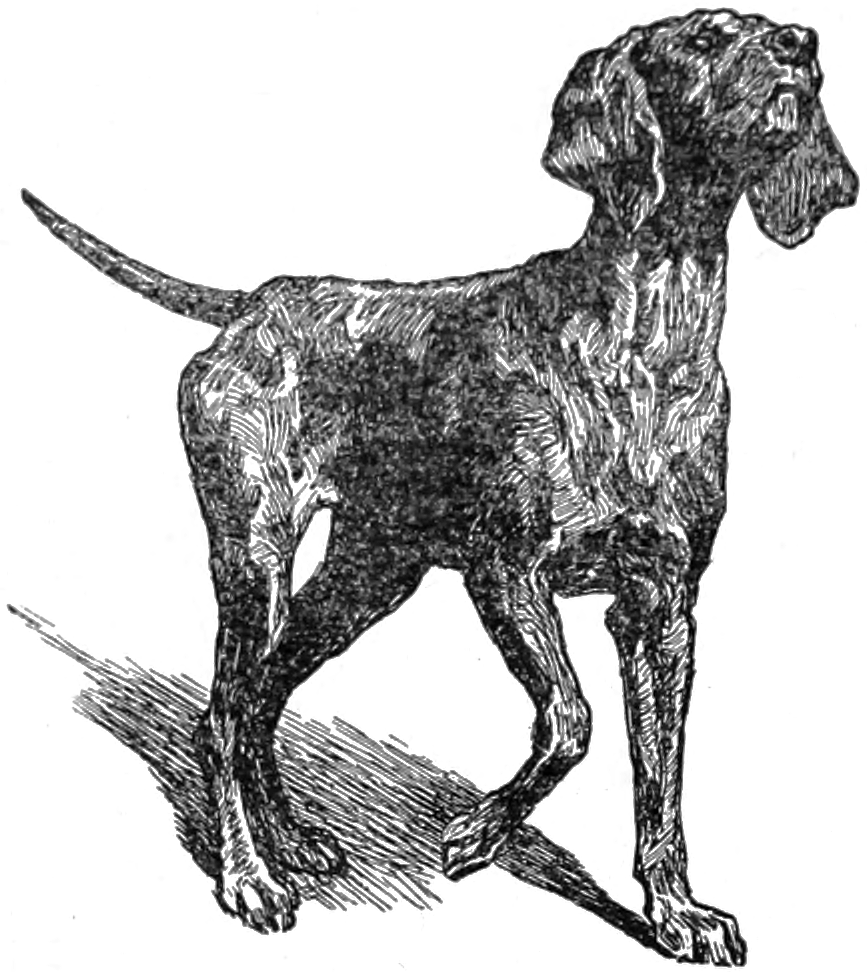
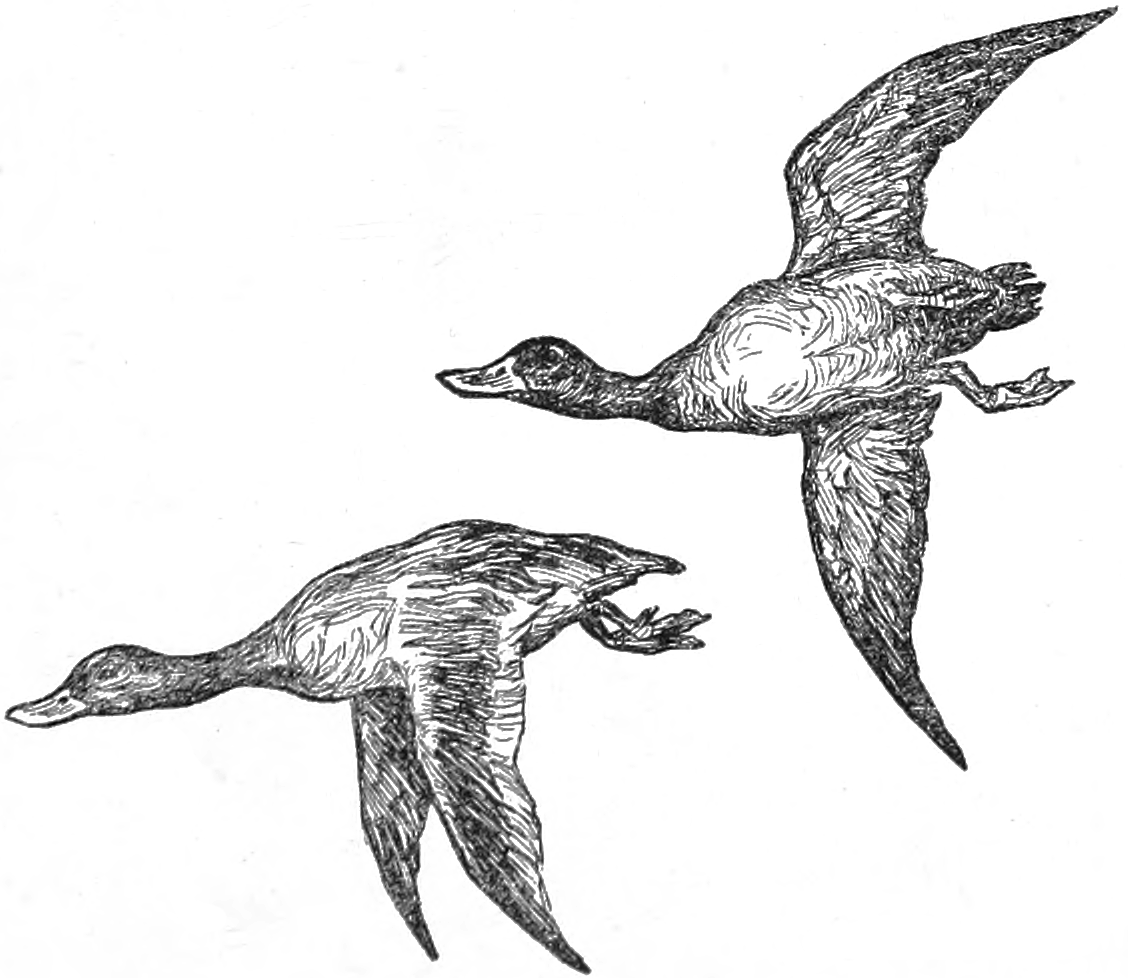
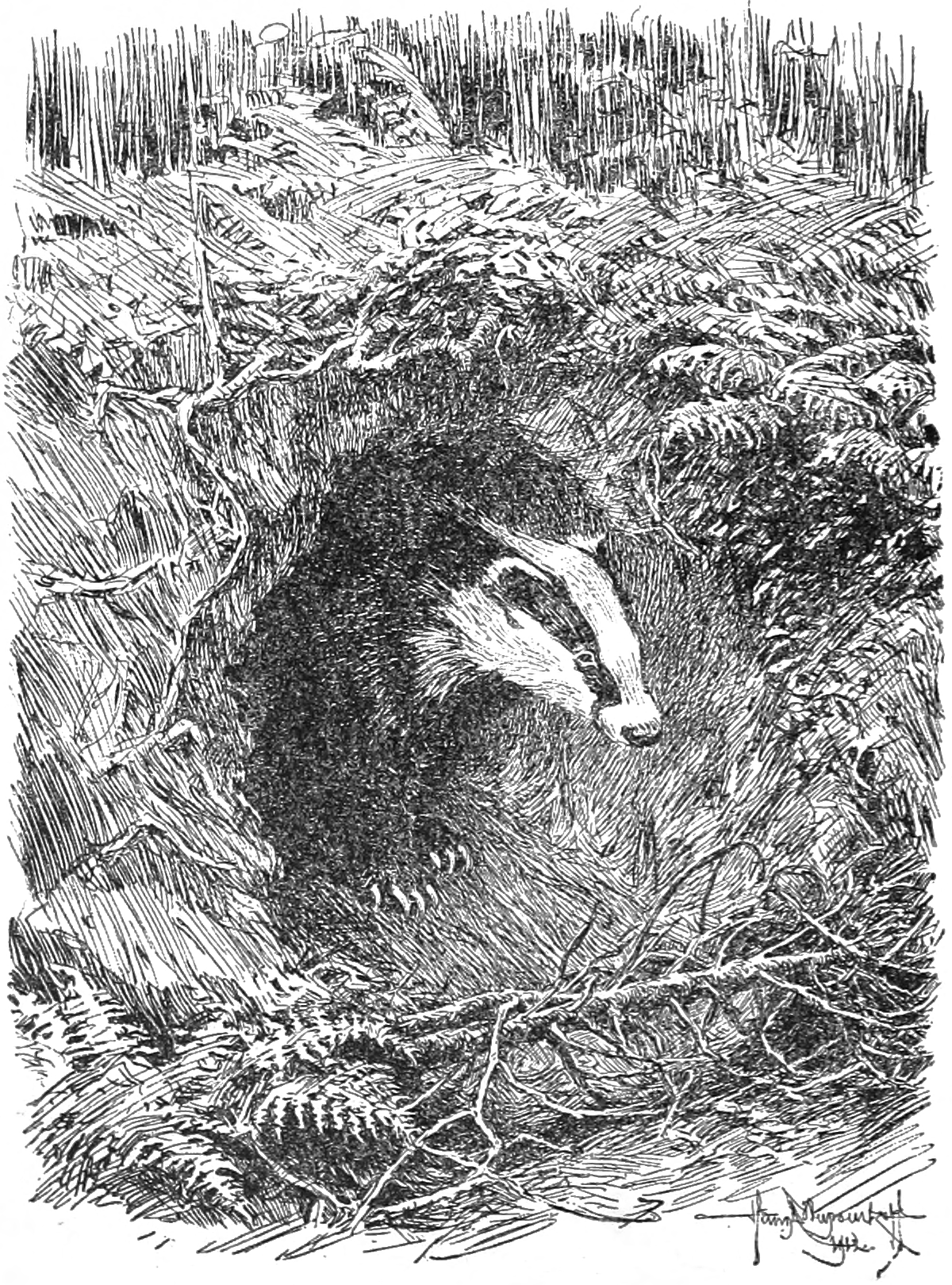
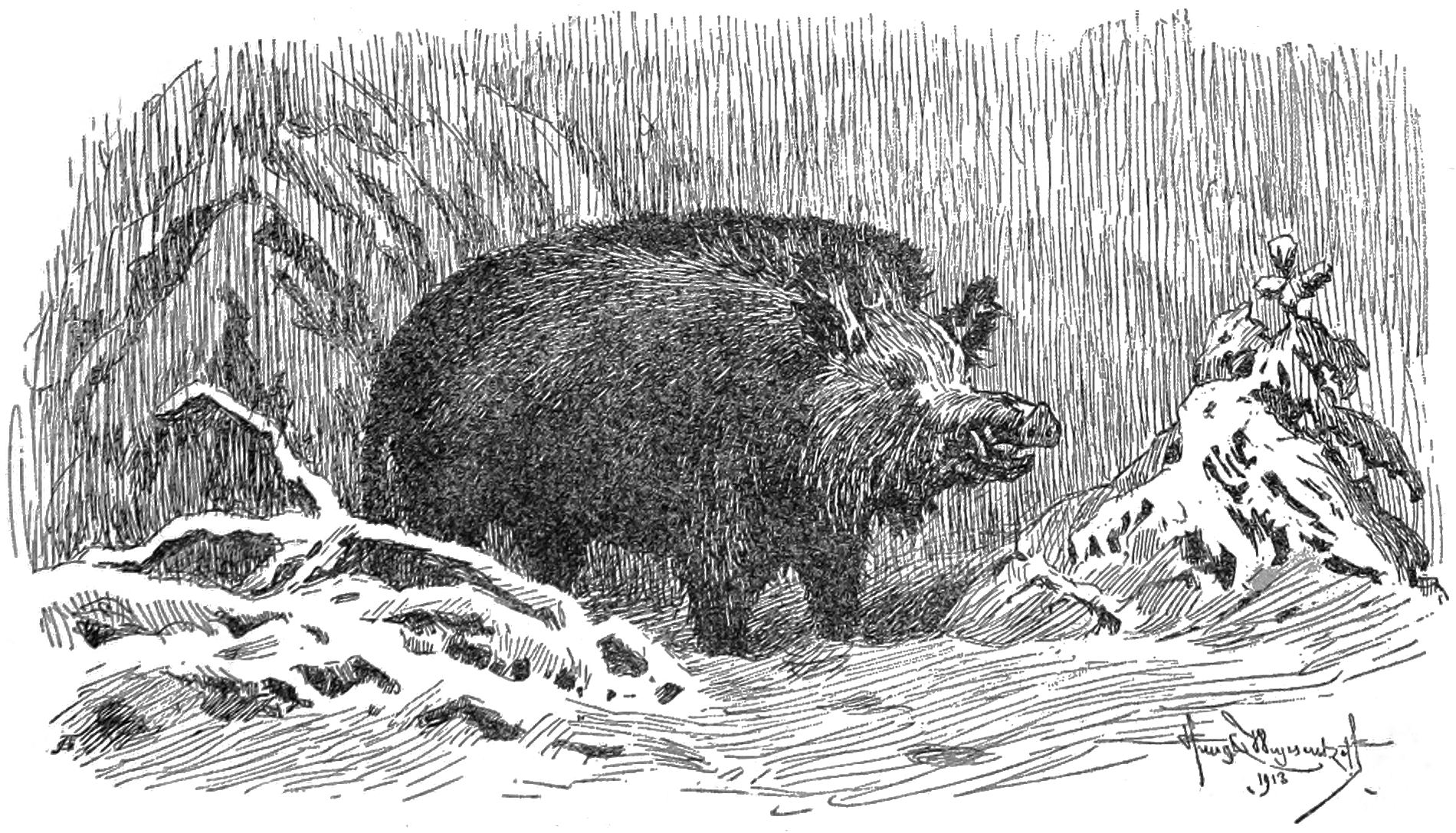
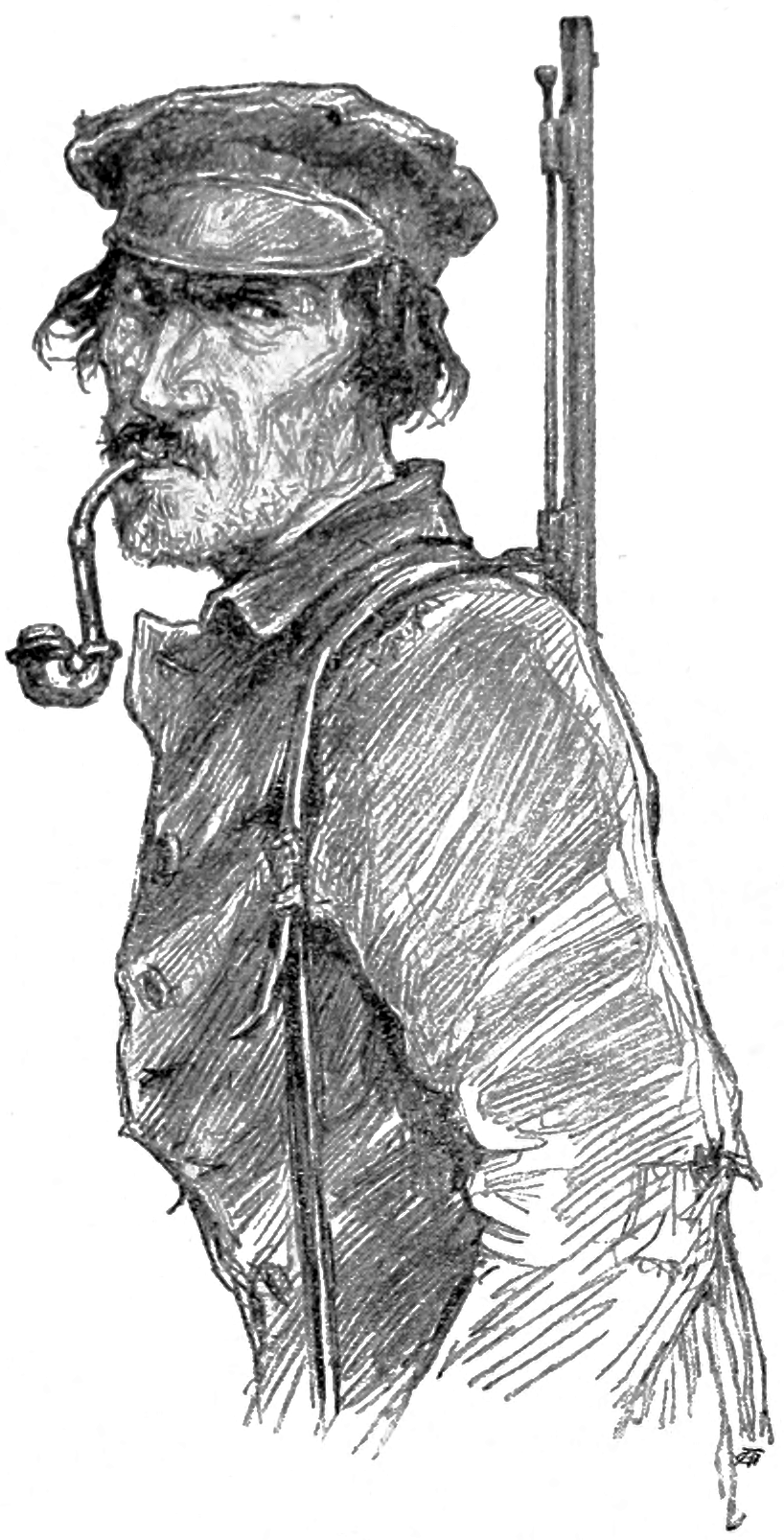
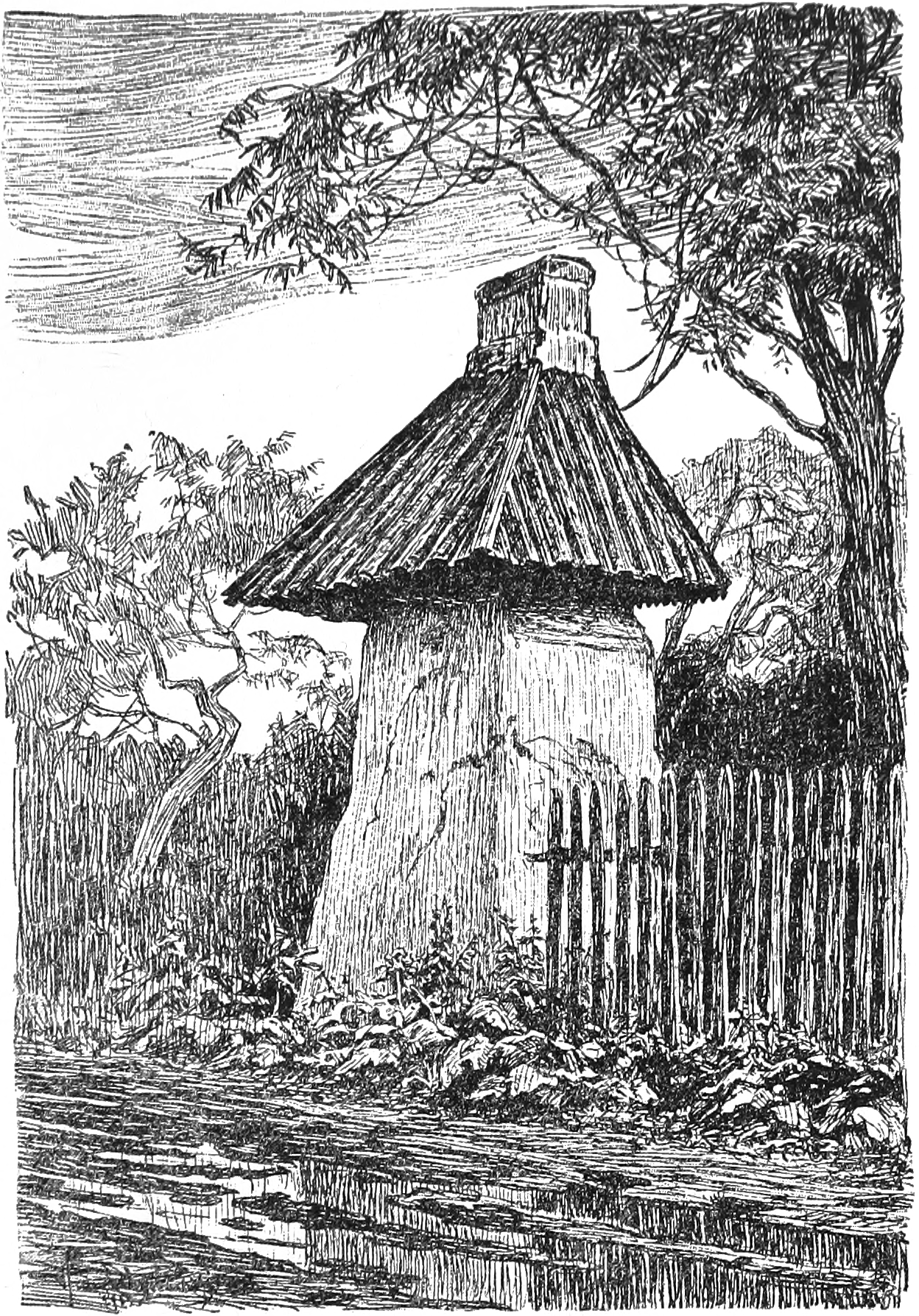
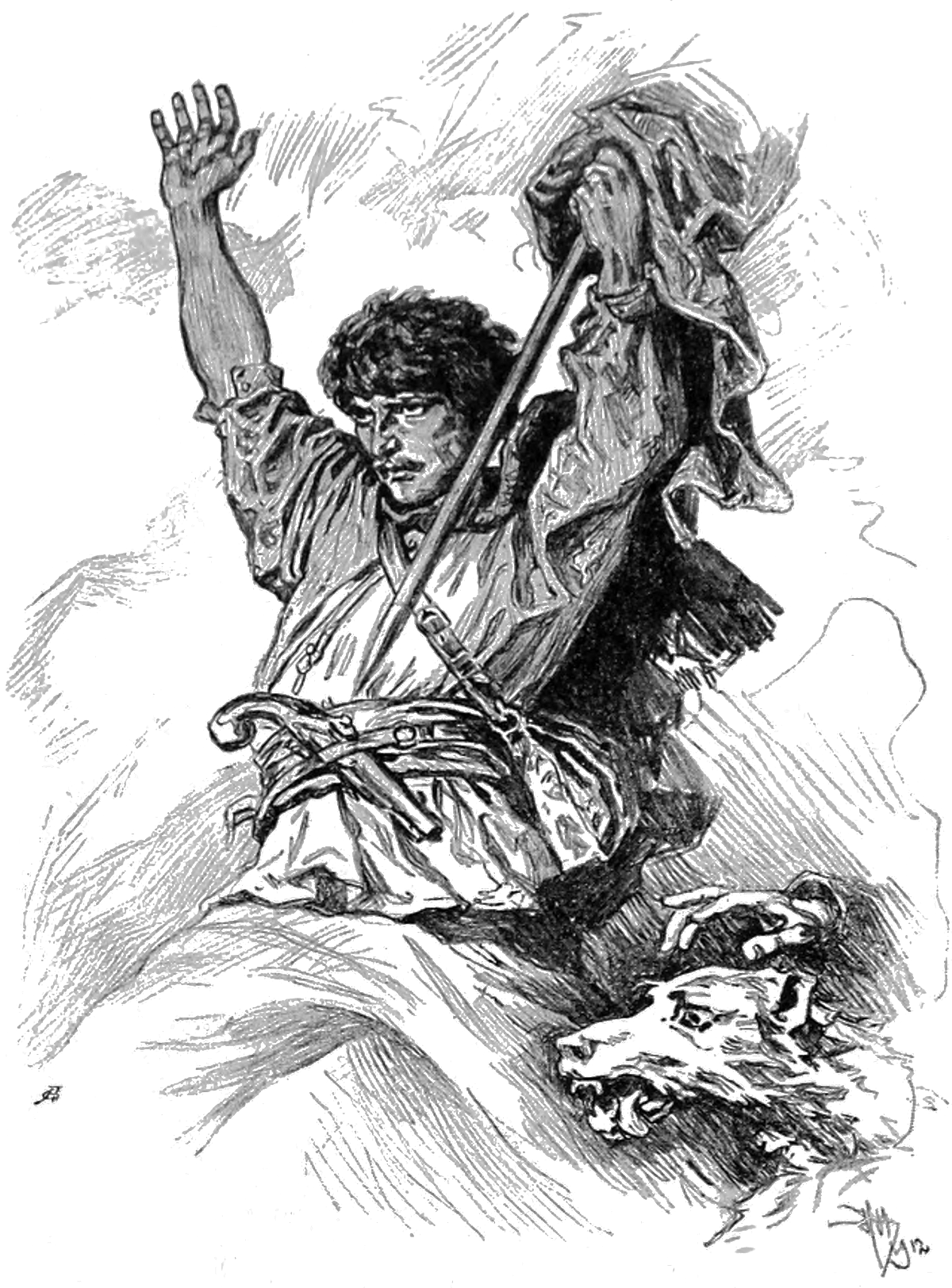
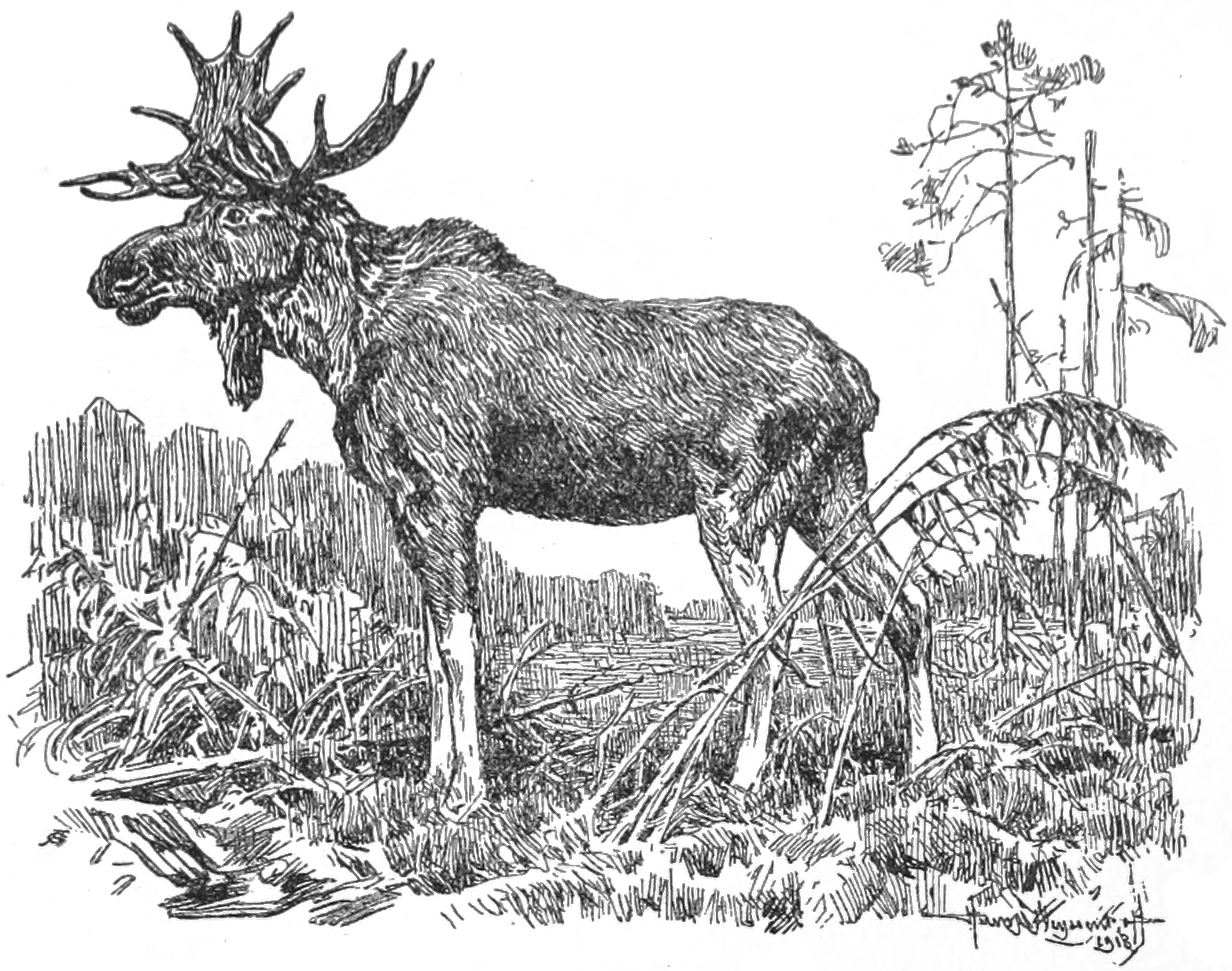

Wybrane ilustracje Henryka Weyssenhoffa do wydania z 1913 roku:

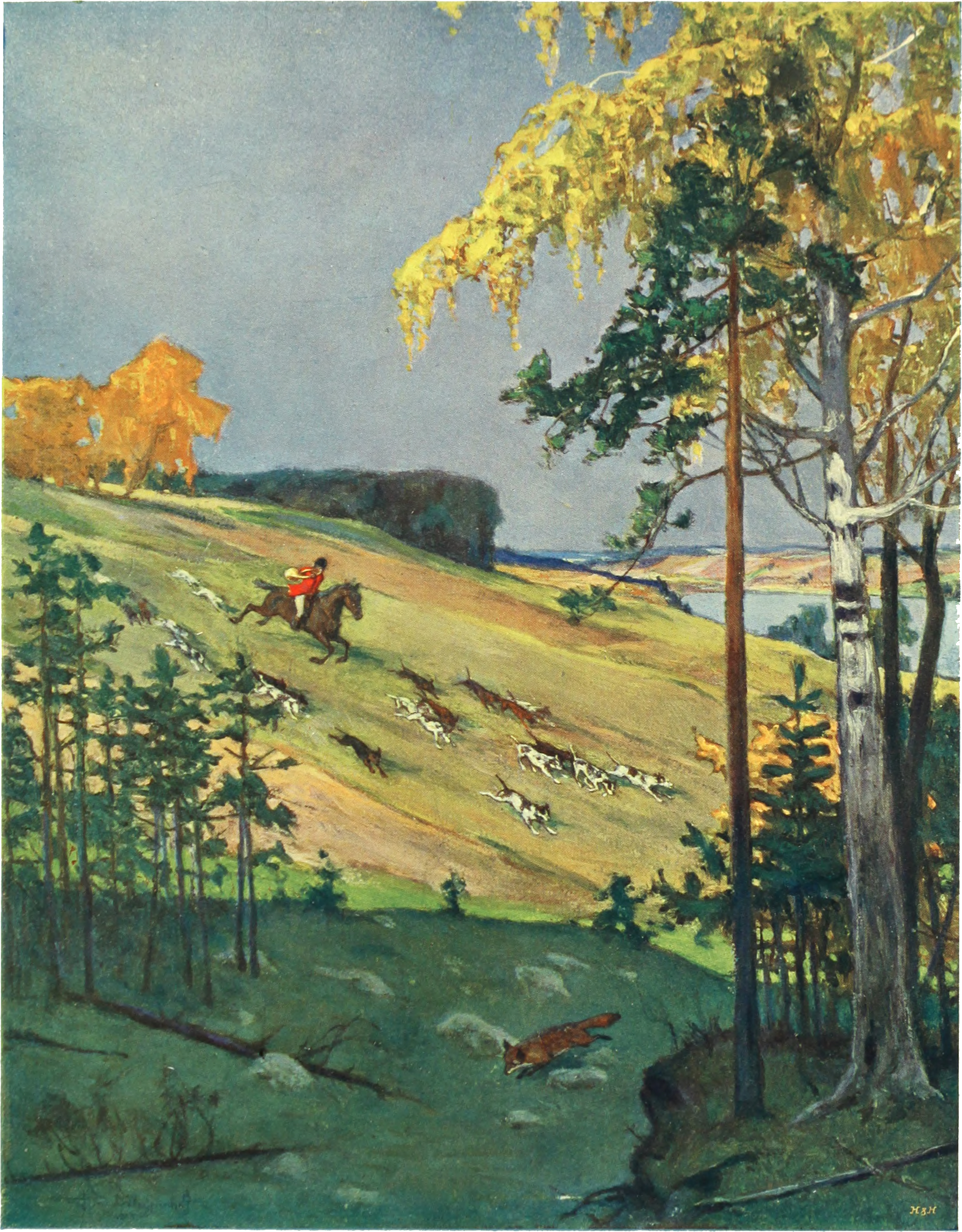
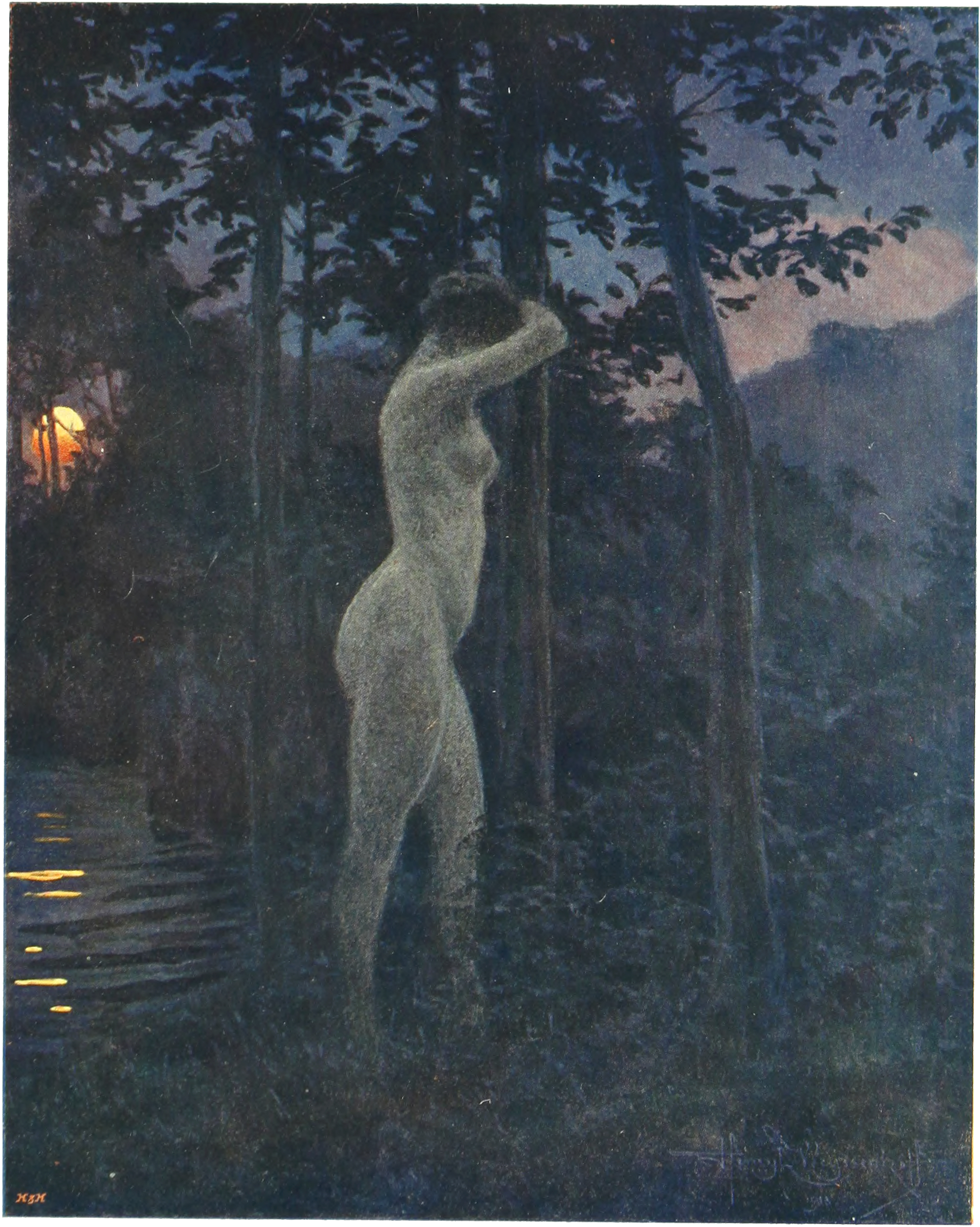
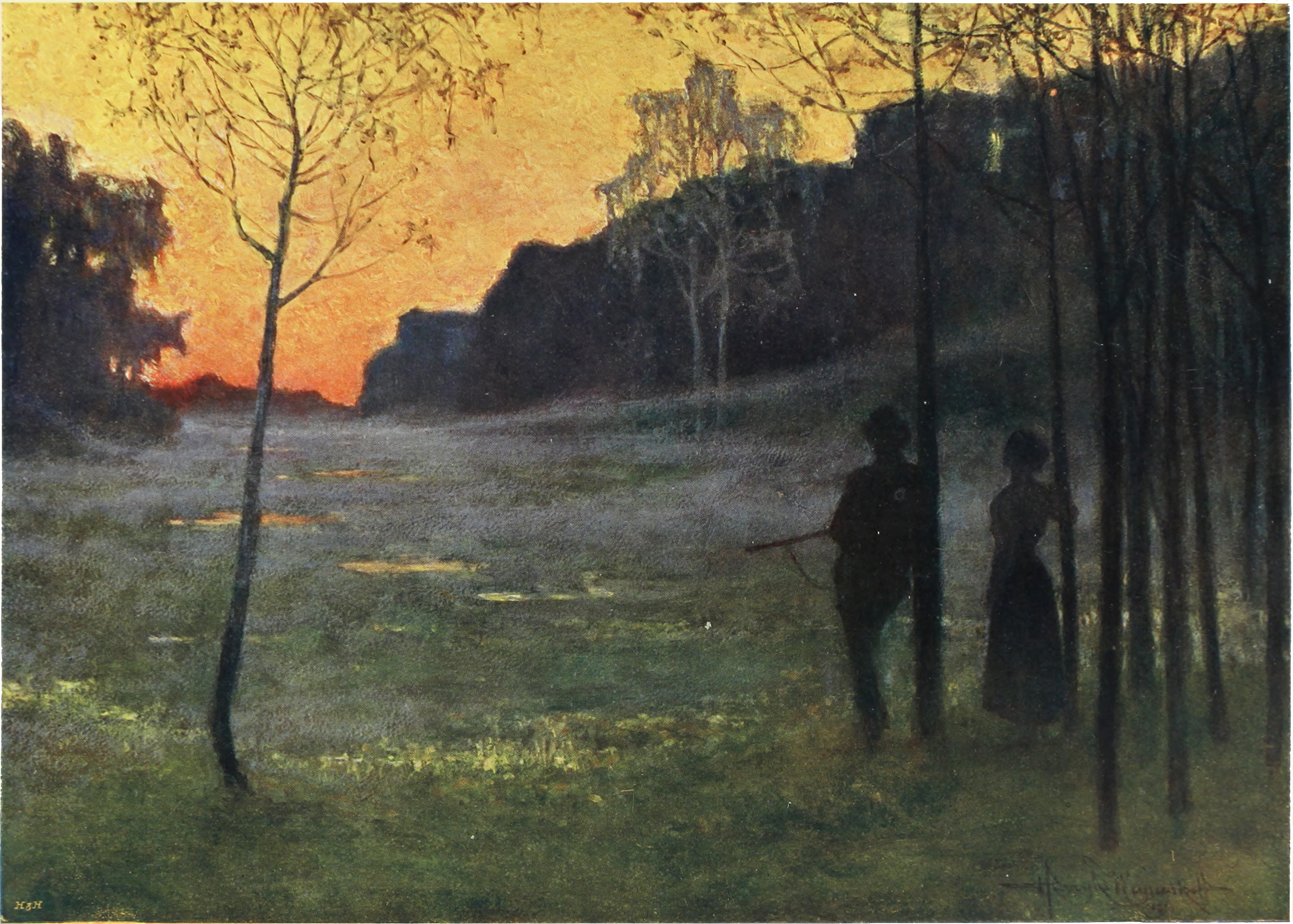
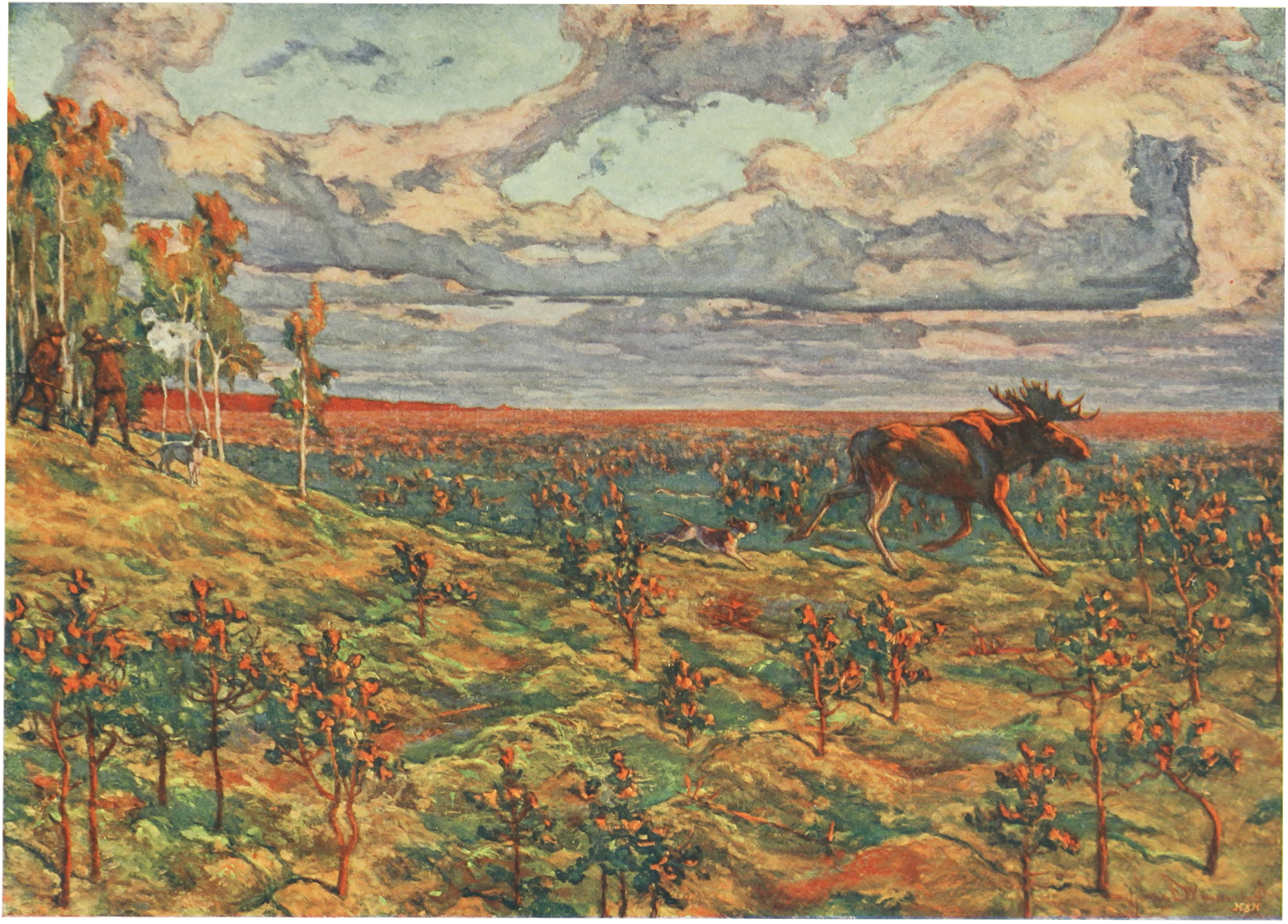
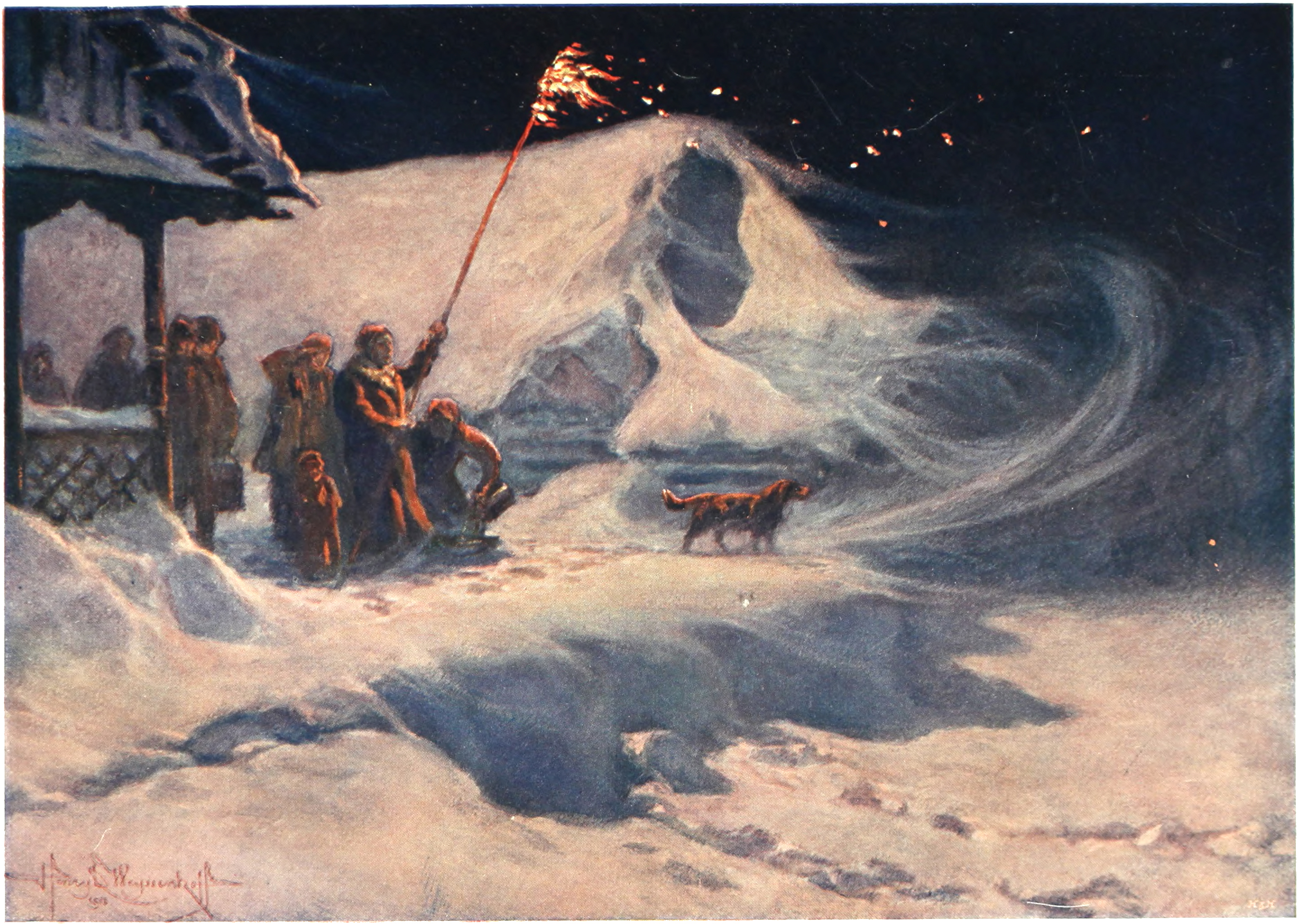
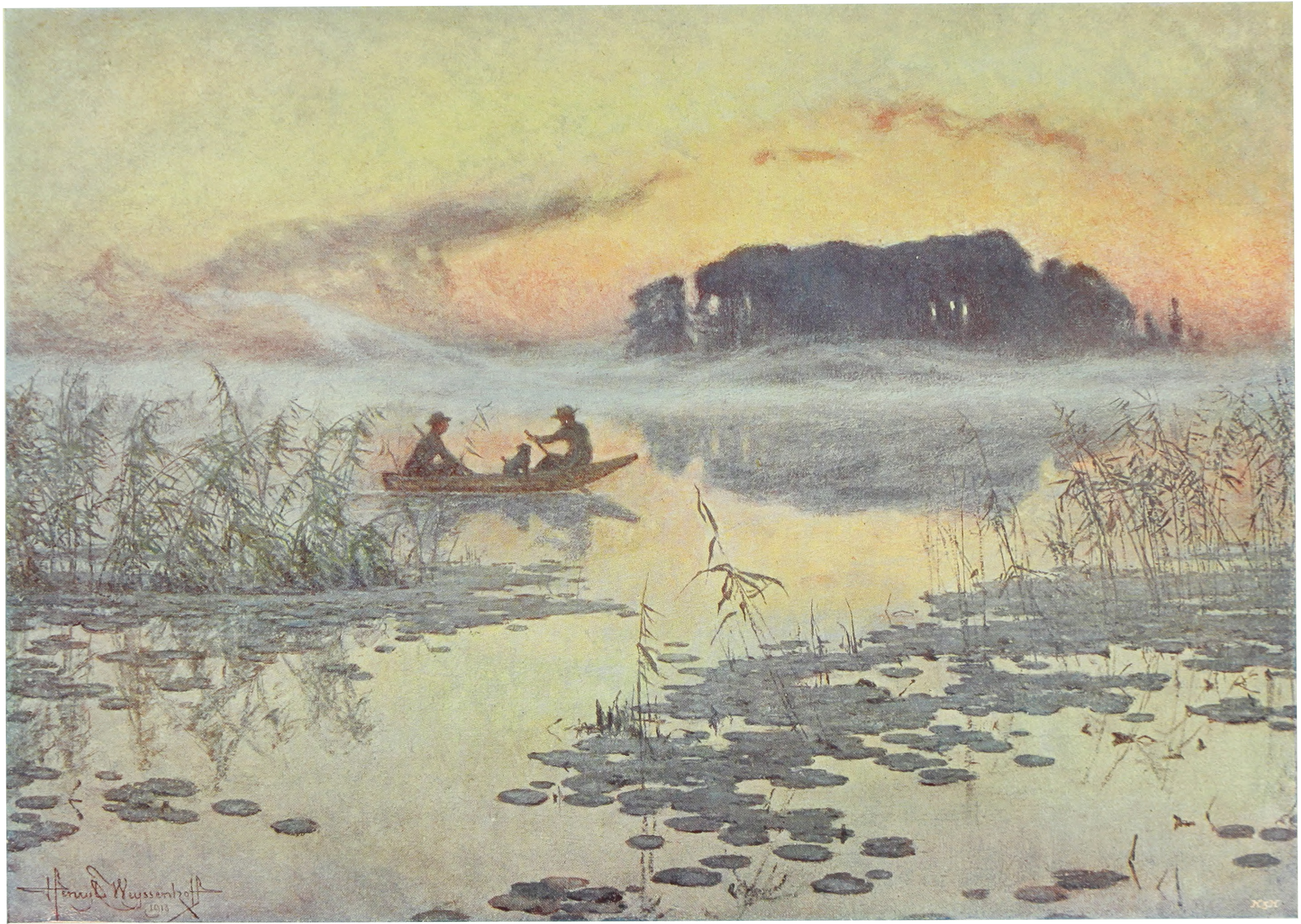
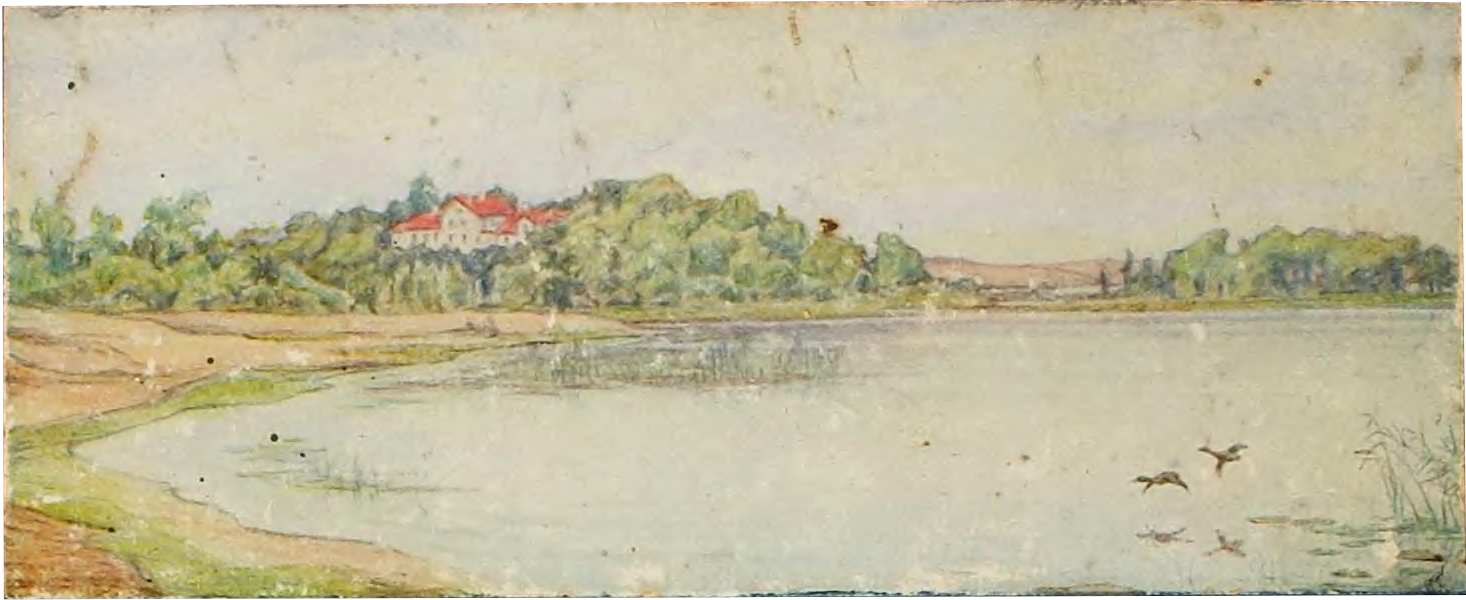

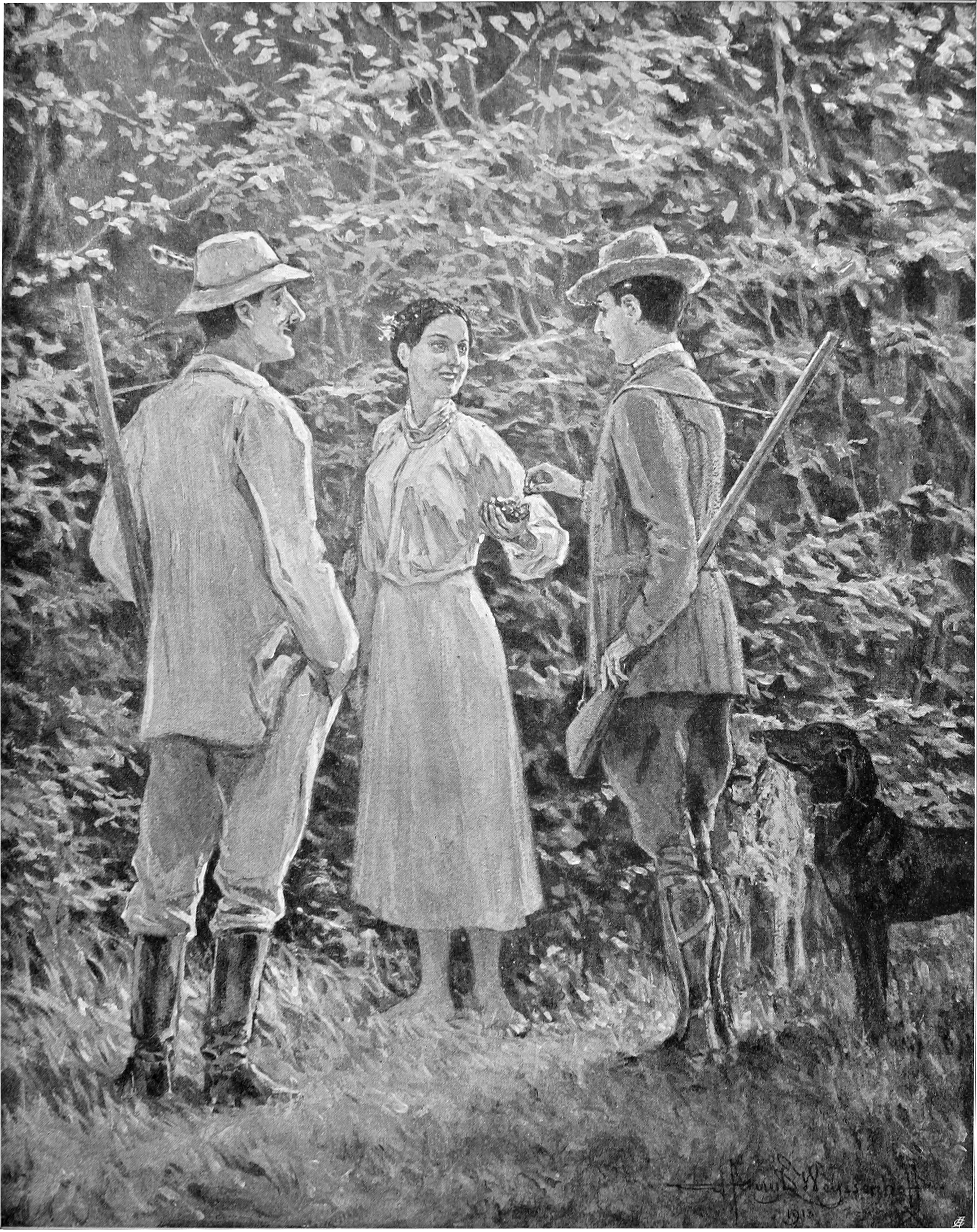
Spotkanie z Warszulką w leszczynie
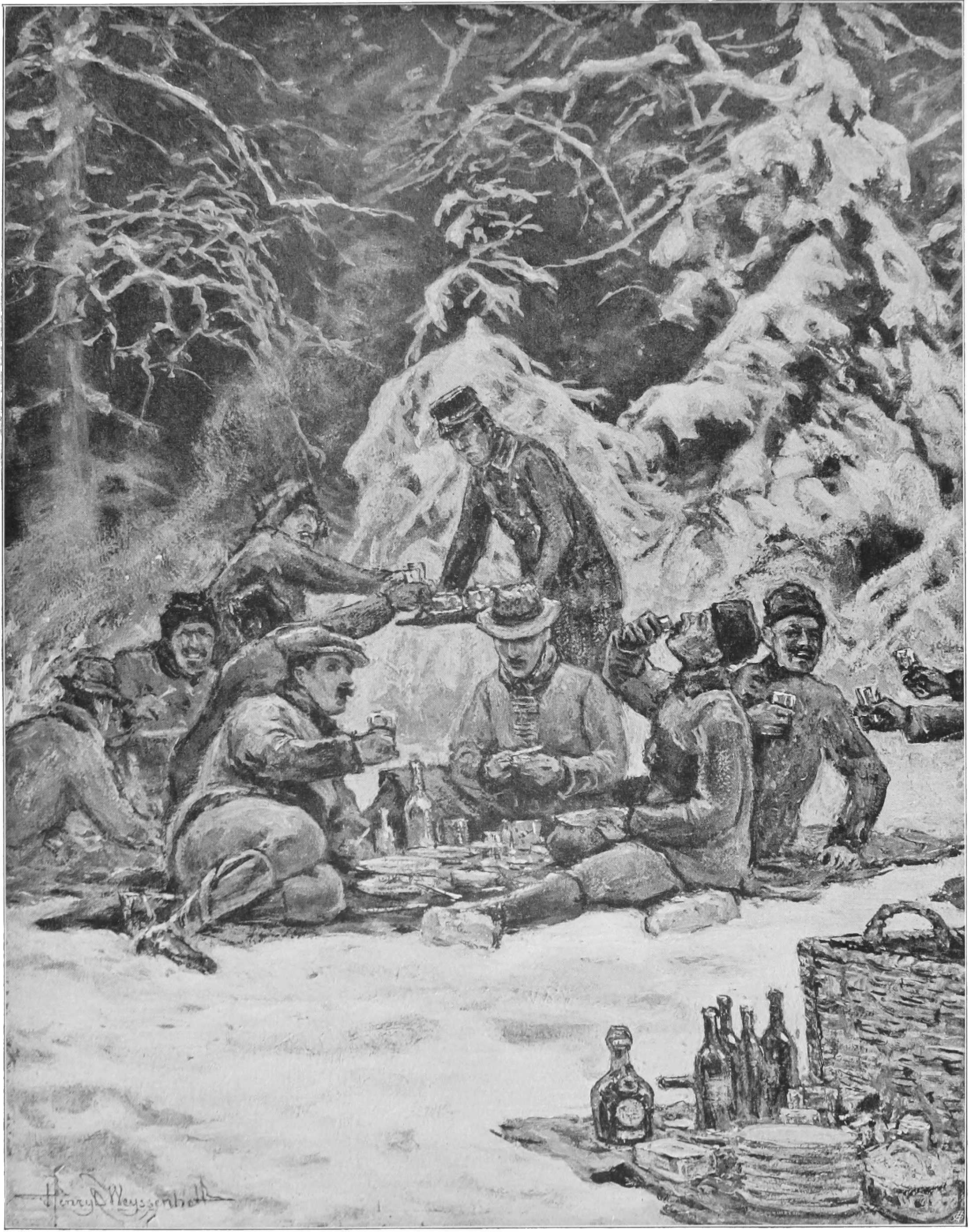
Na polowaniu u książąt S.
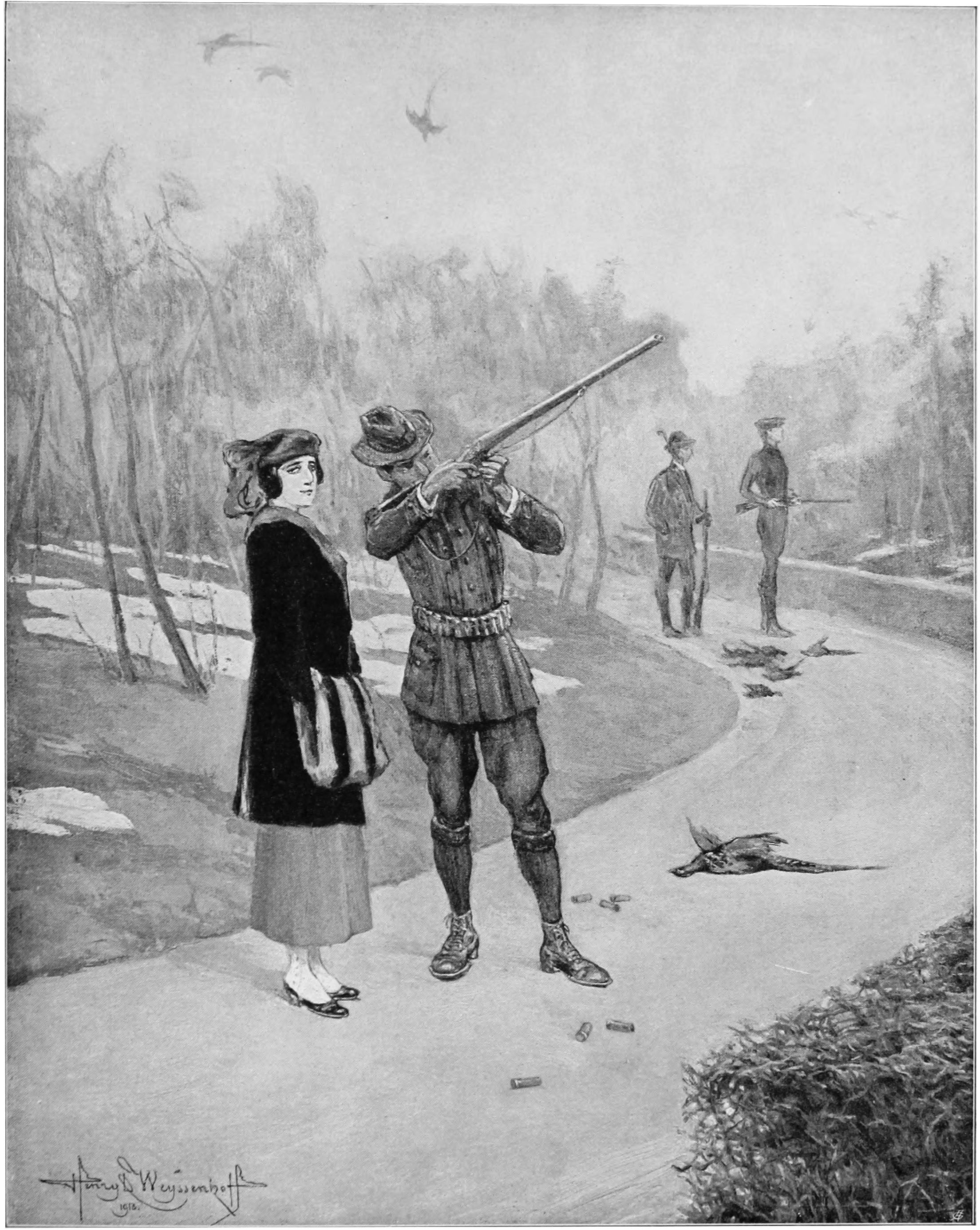
Pani Teresa i Michał
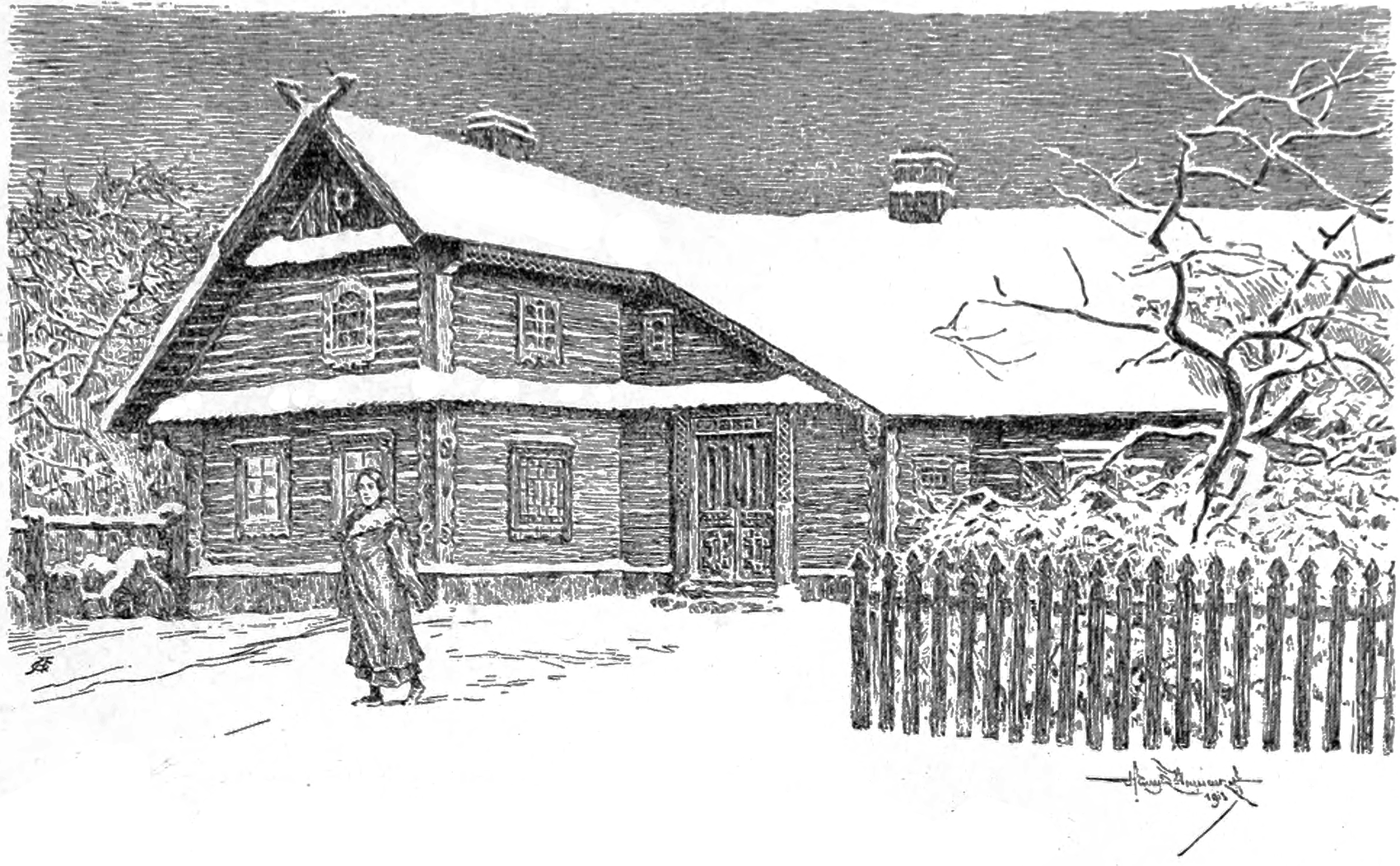
Janielka przed chatą w Trembeliszkach
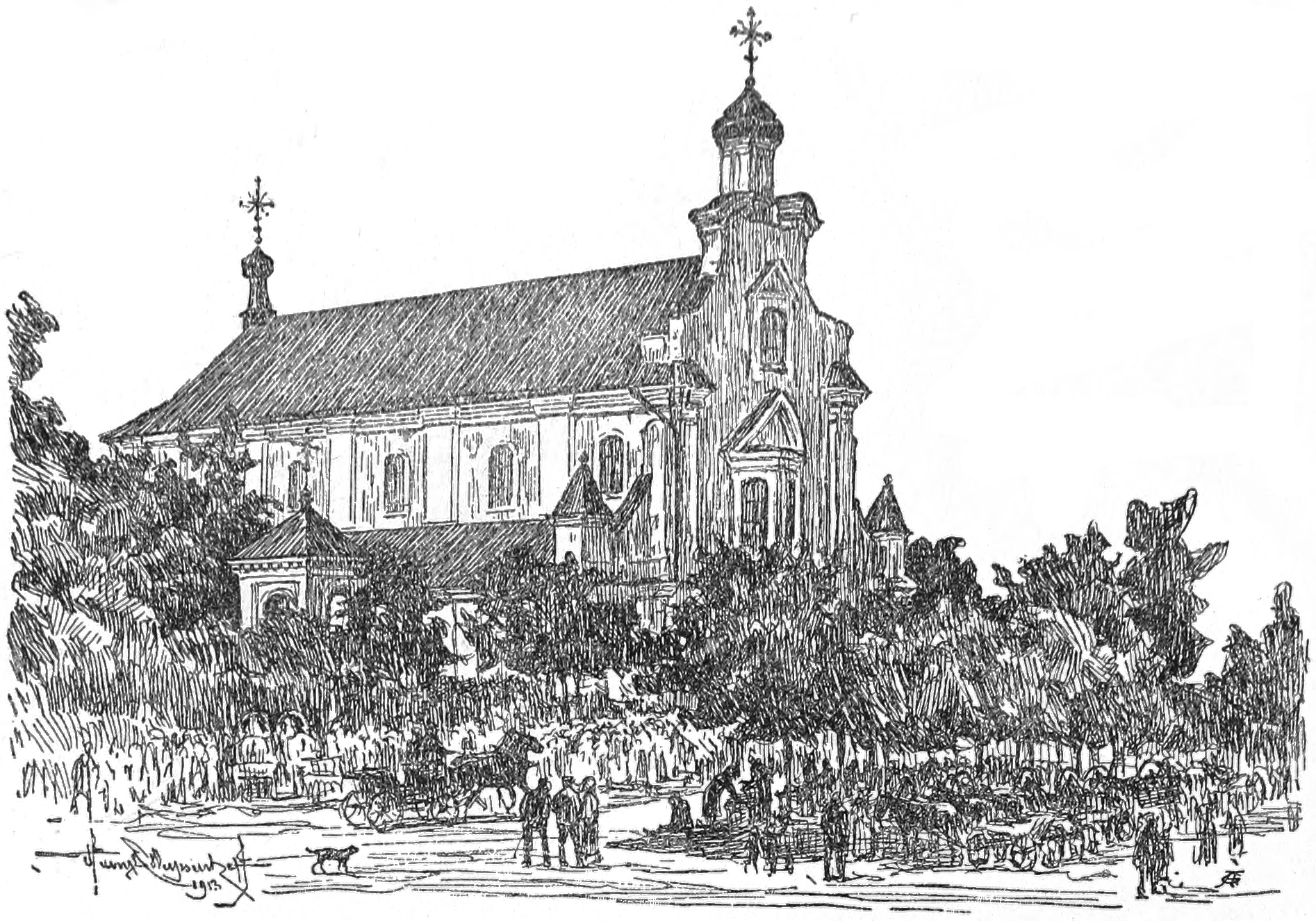
Kościół w Jużyntach
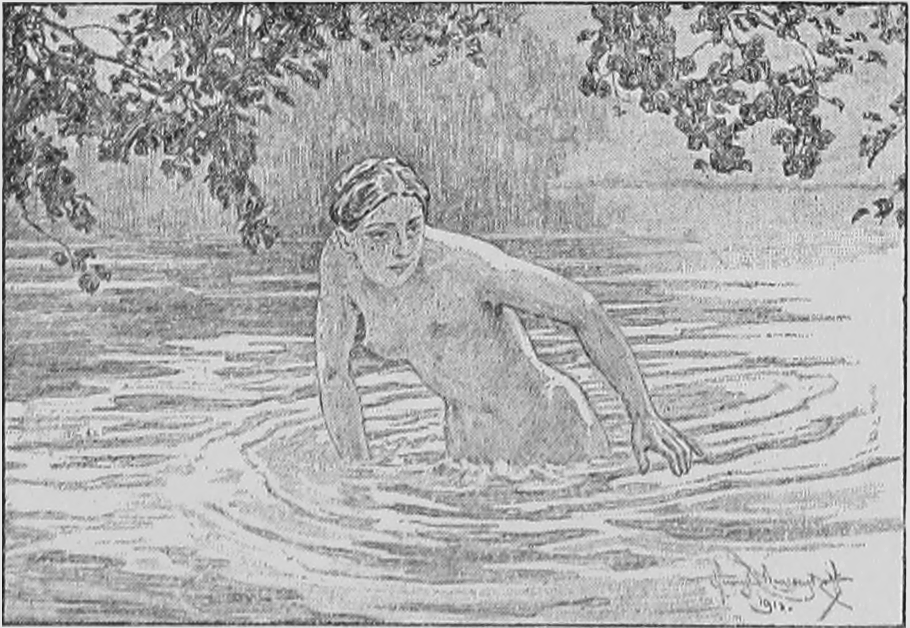
Kąpiel Warszulki
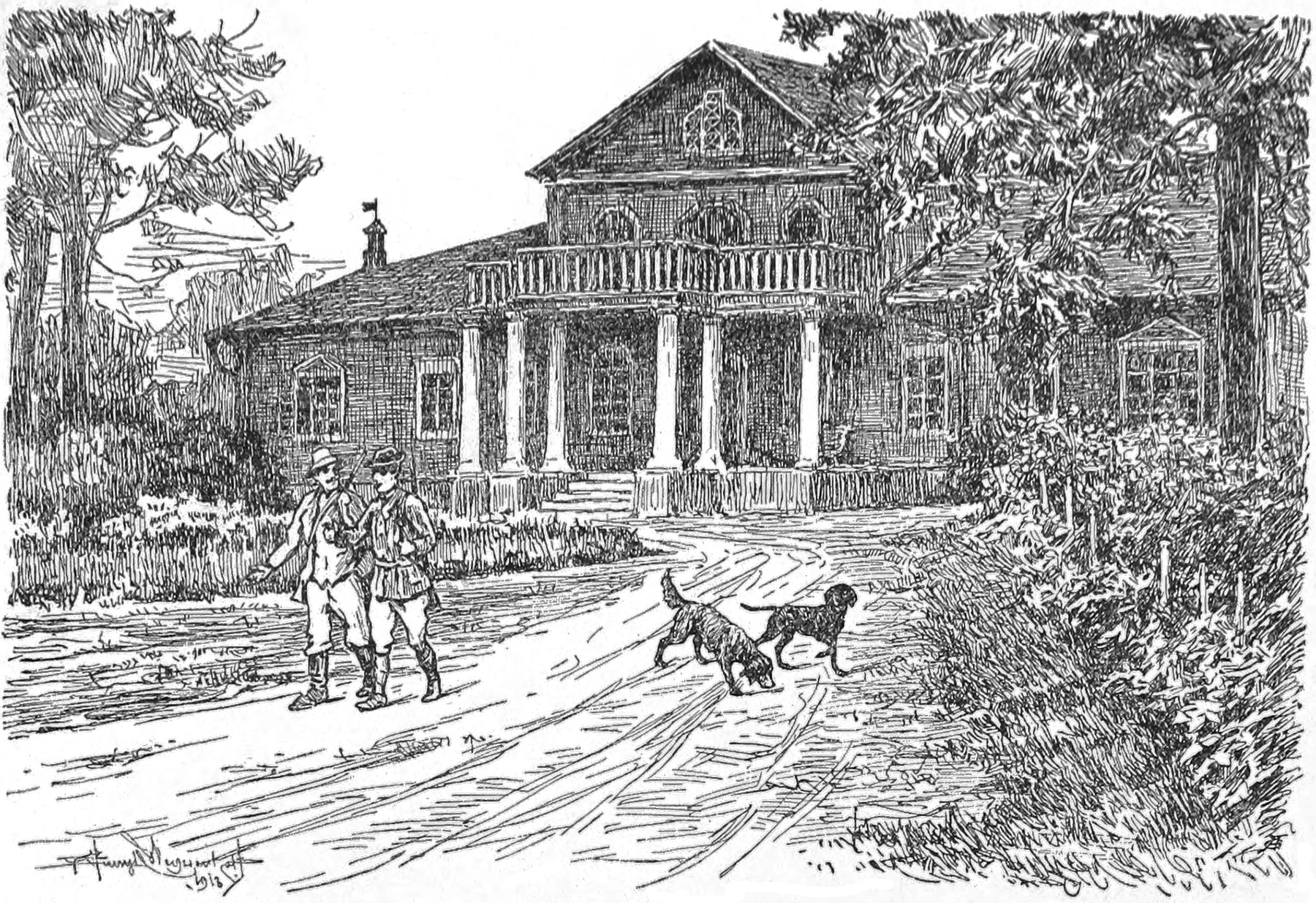
Przed dworem w Gaczanach
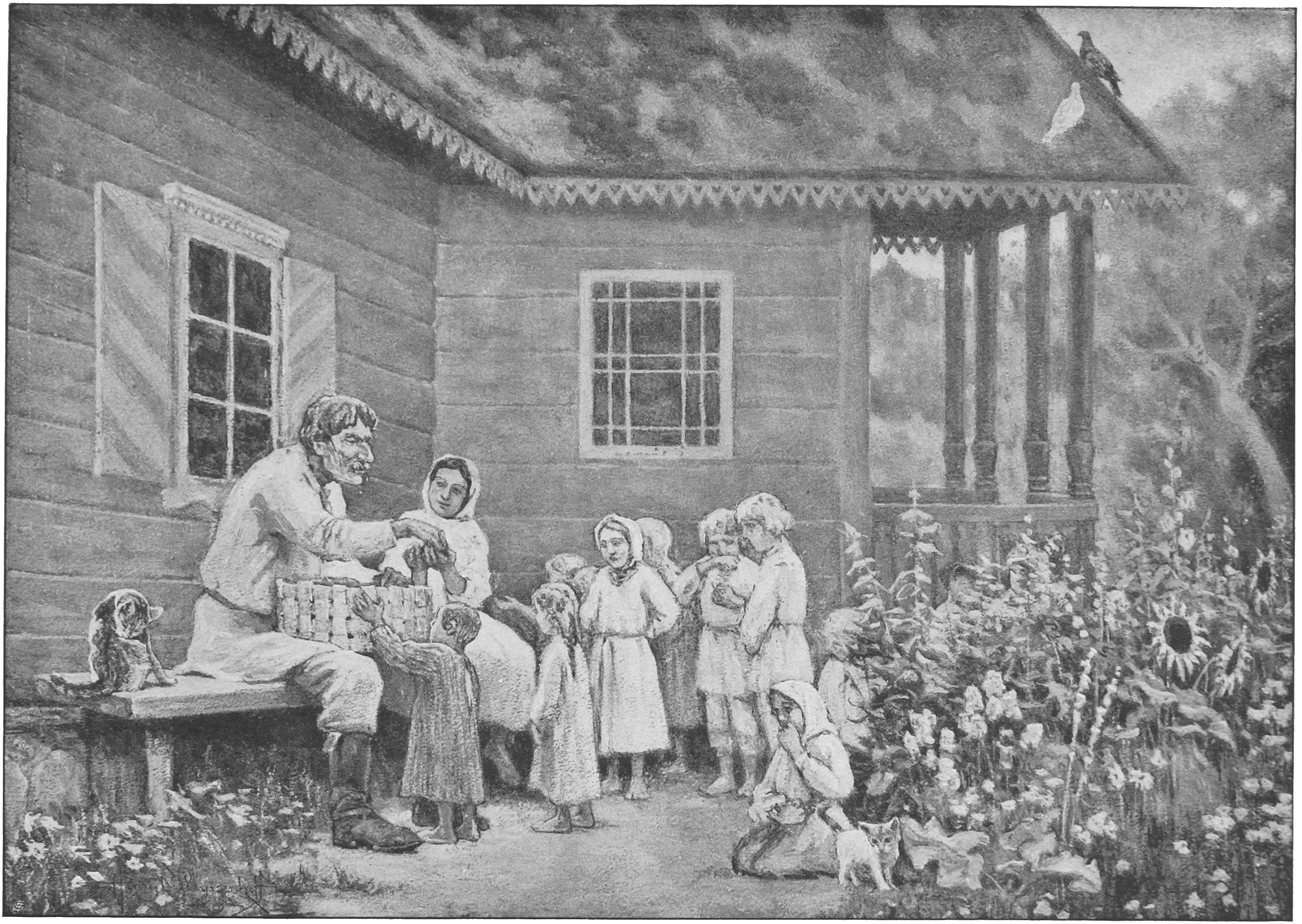
Stary Trembel z wnukami